# Europsko prvenstvo u rukometu za žene – Danska 2020.
Europsko prvenstvo u rukometu za žene 2020. održavalo se od 3. do 20. prosinca 2020. u Danskoj. Uz Dansku domaćin je trebala biti i Norveška, no odustala je zbog pandemije koronavirusa.

## Gradovi domaćini
- Herning
- Kolding

## Ždrijeb
Ždrijeb je održan 18. lipnja 2020. u Beču.
| Prvi šešir                                    | Drugi šešir                              | Treći šešir                                  | Četvrti šešir                            |
| --------------------------------------------- | ---------------------------------------- | -------------------------------------------- | ---------------------------------------- |
| - Francuska - Rusija - Nizozemska - Rumunjska | - Norveška - Švedska - Mađarska - Danska | - Crna Gora - Njemačka - Srbija - Španjolska | - Slovenija - Poljska - Češka - Hrvatska |

## Natjecanje po skupinama (prvi krug)

### Skupina A
|  | Plasman u drugi krug |
|  | Eliminiran           |

|    | Reprezentacija | Ut. | Pob. | N | Por. | Golovi | Raz. | Bod. |
| -- | -------------- | --- | ---- | - | ---- | ------ | ---- | ---- |
| 1. | Francuska      | 3   | 3    | 0 | 0    | 74:60  | +14  | 6    |
| 2. | Danska         | 3   | 2    | 0 | 1    | 78:65  | +13  | 4    |
| 3. | Crna Gora      | 3   | 1    | 0 | 2    | 68:77  | -9   | 2    |
| 4. | Slovenija      | 3   | 0    | 0 | 3    | 65:83  | –18  | 0    |

| 4. prosinca 2020. |                                                                                      |                                    |                   |                                     |
| 18:15             | Izvještaj Arhivirana inačica izvorne stranice od 17. veljače 2021. (Wayback Machine) | Francuska tri igračice (3)         | 24 : 23 (11 : 12) | Crna Gora Mehmedović, Radičević (5) |
| 20:30             | Izvještaj Arhivirana inačica izvorne stranice od 17. veljače 2021. (Wayback Machine) | Danska Nolsøe (6)                  | 30 : 23 (14 : 12) | Slovenija Lazović, Ljepoja (5)      |
| 6. prosinca 2020. |                                                                                      |                                    |                   |                                     |
| 18:15             | Izvještaj[neaktivna poveznica]                                                       | Slovenija Lazović, Gros (4)        | 17 : 27 (6 : 12)  | Francuska Lacrabère, Minko (7)      |
| 20:30             | Izvještaj Arhivirana inačica izvorne stranice od 17. veljače 2021. (Wayback Machine) | Crna Gora Radičević, Ramusović (4) | 19 : 28 (11:13)   | Danska tri igračice (4)             |
| 8. prosinca 2020. |                                                                                      |                                    |                   |                                     |
| 18:15             | Izvještaj Arhivirana inačica izvorne stranice od 17. veljače 2021. (Wayback Machine) | Crna Gora Radičević (9)            | 26 : 25 (15 : 9)  | Slovenija Gros (7)                  |
| 20:30             | Izvještaj Arhivirana inačica izvorne stranice od 17. veljače 2021. (Wayback Machine) | Francuska Kanor, Zaadi (5)         | 23 :20 (12 :11)   | Danska tri igračice (4)             |

### Skupina B
|    | Reprezentacija | Ut. | Pob. | N | Por. | Golovi | Raz. | Bod. |
| -- | -------------- | --- | ---- | - | ---- | ------ | ---- | ---- |
| 1. | Rusija         | 3   | 3    | 0 | 0    | 85:70  | +15  | 6    |
| 2. | Švedska        | 3   | 1    | 1 | 1    | 76:76  | 0    | 3    |
| 3. | Španjolska     | 3   | 1    | 1 | 1    | 72:78  | -6   | 3    |
| 4. | Češka          | 3   | 0    | 0 | 3    | 69:78  | –9   | 0    |

| 3. prosinca 2020. |                                                                                      |                            |                   |                             |
| 18:10             | Izvještaj Arhivirana inačica izvorne stranice od 17. veljače 2021. (Wayback Machine) | Rusija četiri igračice (4) | 31 : 22 (13 : 11) | Španjolska tri igračice (4) |
| 20:30             | Izvještaj Arhivirana inačica izvorne stranice od 17. veljače 2021. (Wayback Machine) | Švedska Blohm (5)          | 27 : 23 (13 : 13) | Češka Jeřábková (8)         |
| 5. prosinca 2020. |                                                                                      |                            |                   |                             |
| 18:15             | Izvještaj Arhivirana inačica izvorne stranice od 17. veljače 2021. (Wayback Machine) | Češka Jeřábková (6)        | 22 : 24 (13 : 15) | Rusija tri igračice (3)     |
| 18:15             | Izvještaj[neaktivna poveznica]                                                       | Španjolska Pena (6)        | 23 : 23 (13:10)   | Švedska Petrén (8)          |
| 7. prosinca 2020. |                                                                                      |                            |                   |                             |
| 18:15             | Izvještaj Arhivirana inačica izvorne stranice od 17. veljače 2021. (Wayback Machine) | Španjolska Martín (12)     | 27 : 24 (11 :16)  | Češka Jeřábková (8)         |
| 20:30             | Izvještaj Arhivirana inačica izvorne stranice od 17. veljače 2021. (Wayback Machine) | Rusija Dmitrieva (6)       | 30 : 26 15 : 13   | Švedska Thorleifsdóttir (6) |

### Skupina C
|    | Reprezentacija | Ut. | Pob. | N | Por. | Golovi | Raz. | Bod. |
| -- | -------------- | --- | ---- | - | ---- | ------ | ---- | ---- |
| 1. | Hrvatska       | 3   | 3    | 0 | 0    | 76:71  | +5   | 6    |
| 2. | Mađarska       | 3   | 1    | 0 | 2    | 84:78  | +8   | 2    |
| 3. | Nizozemska     | 3   | 1    | 0 | 2    | 78:80  | -2   | 2    |
| 4. | Srbija         | 3   | 1    | 0 | 2    | 79:88  | –9   | 2    |

| 4. prosinca 2020.   |                                                                                      |                          |                   |                                |
| 18:15               | Izvještaj Arhivirana inačica izvorne stranice od 17. veljače 2021. (Wayback Machine) | Mađarska Klujber (9)     | 22 : 24 (12 : 12) | Hrvatska Mičijević (5)         |
| 20:30 (5. prosinca) | Izvještaj Arhivirana inačica izvorne stranice od 17. veljače 2021. (Wayback Machine) | Nizozemska Snelder (5)   | 25 : 29 (15 : 9)  | Srbija Šlezak (10)             |
| 6. prosinca 2020.   |                                                                                      |                          |                   |                                |
| 18:15               | Izvještaj[neaktivna poveznica]                                                       | Srbija Radosavljević (5) | 26 : 38 (11 : 20) | Mađarska Zácsik (10)           |
| 20:30               | Izvještaj[neaktivna poveznica]                                                       | Hrvatska L. Kalaus (9)   | 27 : 25 (13 : 14) | Nizozemska Abbingh, Dulfer (5) |
| 8. prosinca 2020.   |                                                                                      |                          |                   |                                |
| 18:15               | Izvještaj Arhivirana inačica izvorne stranice od 17. veljače 2021. (Wayback Machine) | Srbija Krpež Šlezak (5)  | 24 : 25 (14 :14)  | Hrvatska Krsnik (6)            |
| 20:30               | Izvještaj Arhivirana inačica izvorne stranice od 17. veljače 2021. (Wayback Machine) | Nizozemska Dulfer (8)    | 28 : 24 (13:15)   | Mađarska tri igračice (4)      |

### Skupina D
|    | Reprezentacija | Ut. | Pob. | N | Por. | Golovi | Raz. | Bod. |
| -- | -------------- | --- | ---- | - | ---- | ------ | ---- | ---- |
| 1. | Norveška       | 3   | 3    | 0 | 0    | 105:65 | +40  | 6    |
| 2. | Njemačka       | 3   | 1    | 0 | 1    | 66:82  | -16  | 3    |
| 3. | Rumunjska      | 3   | 1    | 0 | 2    | 67:74  | -7   | 2    |
| 4. | Poljska        | 3   | 0    | 1 | 2    | 67:84  | –17  | 1    |

| 3. prosinca 2020. |                                                                                      |                            |                   |                           |
| 18:10             | Izvještaj Arhivirana inačica izvorne stranice od 17. veljače 2021. (Wayback Machine) | Rumunjska Neagu (4)        | 19 : 22 (10 : 13) | Njemačka tri igračice (4) |
| 20:30             | Izvještaj Arhivirana inačica izvorne stranice od 17. veljače 2021. (Wayback Machine) | Norveška Mørk, Reistad (6) | 35 : 22 (17 : 13) | Poljska Gega (6)          |
| 5. prosinca 2020. |                                                                                      |                            |                   |                           |
| 16:00             | Izvještaj Arhivirana inačica izvorne stranice od 17. veljače 2021. (Wayback Machine) | Poljska Rosiak (7)         | 24 : 28 (15 : 11) | Rumunjska Neagu (8)       |
| 18:15             | Izvještaj Arhivirana inačica izvorne stranice od 17. veljače 2021. (Wayback Machine) | Njemačka Bölk, Smits (4)   | 23 : 42 (14:22)   | Norveška Mørk (12)        |
| 7. prosinca 2020. |                                                                                      |                            |                   |                           |
| 18:15             | Izvještaj Arhivirana inačica izvorne stranice od 17. veljače 2021. (Wayback Machine) | Njemačka Zapf (4)          | 21 : 21 (9:8)     | Poljska Rosiak (4)        |
| 20:30             | Izvještaj Arhivirana inačica izvorne stranice od 17. veljače 2021. (Wayback Machine) | Rumunjska Ostase (6)       | 20 : 28 (13:13)   | Norveška Herrem (6)       |

## Natjecanje po skupinama (drugi krug)

### Skupina I
|  | Plasman u poluzavršnicu |
|  | Za 5. mjesto            |
|  | Eliminiran              |

|    | Reprezentacija | Ut. | Pob. | N | Por. | Golovi  | Raz. | Bod. |
| -- | -------------- | --- | ---- | - | ---- | ------- | ---- | ---- |
| 1. | Francuska      | 5   | 4    | 1 | 0    | 132:121 | +11  | 9    |
| 2. | Danska         | 5   | 4    | 0 | 1    | 136:111 | +25  | 8    |
| 3. | Rusija         | 5   | 3    | 1 | 1    | 136:129 | +7   | 7    |
| 4. | Crna Gora      | 5   | 1    | 1 | 3    | 122:127 | -5   | 3    |
| 5. | Španjolska     | 5   | 0    | 2 | 3    | 120:140 | −20  | 2    |
| 6. | Švedska        | 5   | 0    | 1 | 4    | 121:139 | −18  | 1    |

| 10. prosinca 2020. |                                                                                      |                                         |                 |                             |
| 18:15              | Izvještaj Arhivirana inačica izvorne stranice od 17. veljače 2021. (Wayback Machine) | Crna Gora Despotović (7)                | 23 : 24 (13:13) | Rusija tri igračice (4)     |
| 20:30              | Izvještaj Arhivirana inačica izvorne stranice od 17. veljače 2021. (Wayback Machine) | Francuska Lacrabère (5)                 | 26:25 (16:10)   | Španjolska Martín (9)       |
| 11. prosinca 2020. |                                                                                      |                                         |                 |                             |
| 18:15              | Izvještaj Arhivirana inačica izvorne stranice od 17. veljače 2021. (Wayback Machine) | Francuska Nze Minko, Sercien-Ugolin (5) | 28 : 28 (16:19) | Rusija tri igračice (5)     |
| 20:30              | Izvještaj Arhivirana inačica izvorne stranice od 17. veljače 2021. (Wayback Machine) | Danska Tranborg (6)                     | 24 : 22 (13:12) | Švedska Thorleifsdóttir (4) |
| 13. prosinca 2020. |                                                                                      |                                         |                 |                             |
| 18:15              | Izvještaj Arhivirana inačica izvorne stranice od 17. veljače 2021. (Wayback Machine) | Crna Gora Radičević (11)                | 31:25 (16:10)   | Švedska Blohm (8)           |
| 20:30              | Izvještaj Arhivirana inačica izvorne stranice od 17. veljače 2021. (Wayback Machine) | Danska Rej (6)                          | 34:24 17:10     | Španjolska Fernández (4)    |
| 15. prosinca 2020. |                                                                                      |                                         |                 |                             |
| 16:00              | Izvještaj Arhivirana inačica izvorne stranice od 8. siječnja 2021. (Wayback Machine) | Crna Gora Radičević (7)                 | 26:26 (11:17)   | Španjolska Pena (6)         |
| 18:15              | Izvještaj Arhivirana inačica izvorne stranice od 17. veljače 2021. (Wayback Machine) | Francuska Nze Minko (6)                 | 31:25 (14:14)   | Švedska Gulldén (5)         |
| 20:30              | Izvještaj Arhivirana inačica izvorne stranice od 17. veljače 2021. (Wayback Machine) | Danska Højlund (7)                      | 30:23 (13:9)    | Rusija Dmitrieva 9          |

### Skupina II
|    | Reprezentacija | Ut. | Pob. | N | Por. | Golovi  | Raz. | Bod. |
| -- | -------------- | --- | ---- | - | ---- | ------- | ---- | ---- |
| 1. | Norveška       | 5   | 5    | 0 | 0    | 170:114 | +56  | 10   |
| 2. | Hrvatska       | 5   | 4    | 0 | 1    | 124:123 | +1   | 8    |
| 3. | Nizozemska     | 5   | 3    | 0 | 2    | 141:134 | +7   | 6    |
| 4. | Njemačka       | 5   | 2    | 0 | 3    | 124:137 | -13  | 4    |
| 5. | Mađarska       | 5   | 1    | 0 | 4    | 118:140 | −22  | 2    |
| 6. | Rumunjska      | 5   | 0    | 0 | 5    | 107:136 | −29  | 0    |

| 10. prosinca 2020. |                                                                                      |                             |                 |                                     |
| 18:15              | Izvještaj Arhivirana inačica izvorne stranice od 17. veljače 2021. (Wayback Machine) | Hrvatska Blažević (7)       | 25 : 20 (14:10) | Rumunjska Neagu (6)                 |
| 20:30              | Izvještaj Arhivirana inačica izvorne stranice od 17. veljače 2021. (Wayback Machine) | Nizozemska Malestein (5)    | 25 : 32 (10:16) | Norveška Mørk (8)                   |
| 12. prosinca 2020. |                                                                                      |                             |                 |                                     |
| 16:00              | Izvještaj Arhivirana inačica izvorne stranice od 17. veljače 2021. (Wayback Machine) | Mađarska Klujber (8)        | 25 : 32 11:13   | Njemačka Bölk (5)                   |
| 18:15              | Izvještaj Arhivirana inačica izvorne stranice od 17. veljače 2021. (Wayback Machine) | Hrvatska Mičijević (7)      | 25 : 36         | Norveška Reistad (7)                |
| 14. prosinca 2020. |                                                                                      |                             |                 |                                     |
| 18:15              | Izvještaj Arhivirana inačica izvorne stranice od 17. veljače 2021. (Wayback Machine) | Nizozemska Abbingh (8)      | 28:27 (14:15)   | Njemačka Behnke, Naidzinavicius (4) |
| 20:30              | Izvještaj Arhivirana inačica izvorne stranice od 17. veljače 2021. (Wayback Machine) | Mađarska Schatzl (7)        | 26:24 (13:14)   | Rumunjska Ostase (8)                |
| 15. prosinca 2020. |                                                                                      |                             |                 |                                     |
| 16:00              | Izvještaj Arhivirana inačica izvorne stranice od 17. veljače 2021. (Wayback Machine) | Nizozemska van Wetering (8) | 35:24 (16:12)   | Rumunjska Laslo (7)                 |
| 18:15              | Izvještaj Arhivirana inačica izvorne stranice od 17. veljače 2021. (Wayback Machine) | Hrvatska Debelić (6)        | 23:20 (12:12)   | Njemačka Maidhof (9)                |
| 20:30              | Izvještaj Arhivirana inačica izvorne stranice od 17. veljače 2021. (Wayback Machine) | Mađarska Kovacsics (7)      | 21:32 (9:17)    | Norveška Mørk (7)                   |

## Završnica
|  | Polufinale                               | Polufinale                               |    |                                          | Finale                                   | Finale |
|  |                                          |                                          |    |                                          |                                          |        |
|  | 18. prosinca – Jyske Bank Boxen, Herning |                                          |    |                                          |                                          |        |
|  | Francuska                                | 30                                       |    |                                          |                                          |        |
|  | Hrvatska                                 | 19                                       |    |                                          |                                          |        |
|  |                                          |                                          |    |                                          |                                          |        |
|  |                                          |                                          |    |                                          | 20. prosinca – Jyske Bank Boxen, Herning |        |
|  |                                          |                                          |    |                                          | Francuska                                | 20     |
|  |                                          | Norveška                                 | 22 |                                          |                                          |        |
|  |                                          |                                          |    |                                          |                                          |        |
|  |                                          |                                          |    |                                          |                                          |        |
|  |                                          |                                          |    |                                          | Treće mjesto                             |        |
|  | 18. prosinca – Jyske Bank Boxen, Herning | 18. prosinca – Jyske Bank Boxen, Herning |    | 20. prosinca – Jyske Bank Boxen, Herning | 20. prosinca – Jyske Bank Boxen, Herning |        |
|  | Norveška                                 | 27                                       |    | Hrvatska                                 | 25                                       |        |
|  | Danska                                   | 24                                       |    |                                          | Danska                                   | 19     |

### Poluzavršnica
| 18. prosinca 2020. 18:00 | Francuska           | 30:19    | Hrvatska         | Jyske Bank Boxen, Herning |
| 18. prosinca 2020. 18:00 | četiri igračice (4) | (15:5)   | tri igračice (3) | Jyske Bank Boxen, Herning |
| 18. prosinca 2020. 18:00 | 2×                  | Izvješće | 2× 1×            | Jyske Bank Boxen, Herning |

| 18. prosinca 2020. 20:30 | Norveška | 27:24    | Danska  | Jyske Bank Boxen, Herning |
| 18. prosinca 2020. 20:30 | Mørk (6) | (10:13)  | Rej (7) | Jyske Bank Boxen, Herning |
| 18. prosinca 2020. 20:30 | 1×       | Izvješće | 3× 2×   | Jyske Bank Boxen, Herning |

### Utakmica za 5. mjesto
| 18. prosinca 2020. 15:30 | Rusija        | 33:27   | Nizozemska   | Jyske Bank Boxen, Herning |
| 18. prosinca 2020. 15:30 | Vedekhina (6) | (18:13) | Abbingh (10) | Jyske Bank Boxen, Herning |
| 18. prosinca 2020. 15:30 | 3× 2×         |         | 3× 2×        | Jyske Bank Boxen, Herning |

### Utakmica za 1. mjesto
| 20. prosinca 2020. 18:00 | Francuska | 20:22   | Norveška         | Jyske Bank Boxen, Herning |
| 20. prosinca 2020. 18:00 | Foppa (5) | (10:14) | tri igračice (4) | Jyske Bank Boxen, Herning |
| 20. prosinca 2020. 18:00 | 3× 1×     |         | 3×               | Jyske Bank Boxen, Herning |

## Konačni plasman i statistika

### Konačni plasman
| Pozicija | Momčad     |
| -------- | ---------- |
| 1.       | Norveška   |
| 2.       | Francuska  |
| 3.       | Hrvatska   |
| 4 .      | Danska     |
| 5.       | Rusija     |
| 6.       | Nizozemska |
| 7.       | Njemačka   |
| 8.       | Crna Gora  |
| 9.       | Španjolska |
| 10.      | Mađarska   |
| 11.      | Švedska    |
| 12.      | Rumunjska  |
| 13.      | Srbija     |
| 14.      | Poljska    |
| 15.      | Češka      |
| 16.      | Slovenija  |

| SP | Izravno sudjelovanje na Svjetsko prvenstvo u rukometu za žene – Španjolska 2021. |

## Zanimljivosti
- Ova bronca je prvo odličje za Hrvatsku na velikim natjecanjima.[2]
- Dva para blizanki, sestre Stela i Paula Posavec i Larissa i Dora Kalaus, prve su koje su osvojile odličja na jednom natjecanju za istu djevojčad.

## Vanjske poveznice
- Službena stranica  Arhivirana inačica izvorne stranice od 6. prosinca 2020. (Wayback Machine) (engl.)